# Hermundurs
Els hermundurs o hermundures (llatí: Hermunduri, en grec antic Έρμουνδούροι) eren un poble germànic que pertanyia al grup dels sueus, i habitaven la regió de l'actual Turíngia, limitant al nord amb els queruscs i els semnons, al nord-oest amb els longobards, a l'oest amb els cats, al sud amb els marcomans i a l'est amb els helvecons.
Apareixen a la història en temps de Domici Aenobarb, que els va trobar deambulant pel territori després d'haver estat expulsats del seu país. Els va assignar una part del territori dels marcomans, entre el Main i el Danubi, que els antics habitants havien abandonat. En temps de Tàcit encara hi vivien, i els descriu com a amics dels romans.
Deposat el rei marcomà Marobod per Catwalda o Catualda, els hermundurs (al comandament del seu cabdill Vibili o Vibilius) van lluitar contra aquest i el van derrotar cap a l'any 20. Llavors Catwalda va passar a territori romà, i s'establí a la Narbonense. Després van vèncer els cats, i van mantenir una estreta aliança amb l'imperi romà, que els havia permès ocupar els territoris abandonats pels marcomans a la zona del Main.
Cap a mitjans del segle, van combatre el rei dels quades Vanni (Vanius), que havia imposat la seva sobirania als marcomans amb ajuda de Roma, però s'havia fet odiós al seu poble; Vani va ser enderrocat pel cabdill hermundur Vibili. Després van emigrar progressivament cap a la regió del Danubi. Se'ls troba també aliats amb els seus enemics històrics, els marcomans, en una coalició que van establir per lluitar contra Roma.
Al segle iv, una part del poble es va unir als alamans, i la resta, fusionat amb restes d'altres tribus (angles i varns), va formar el poble dels turingis o duringis.